# Prehistoria en Escocia

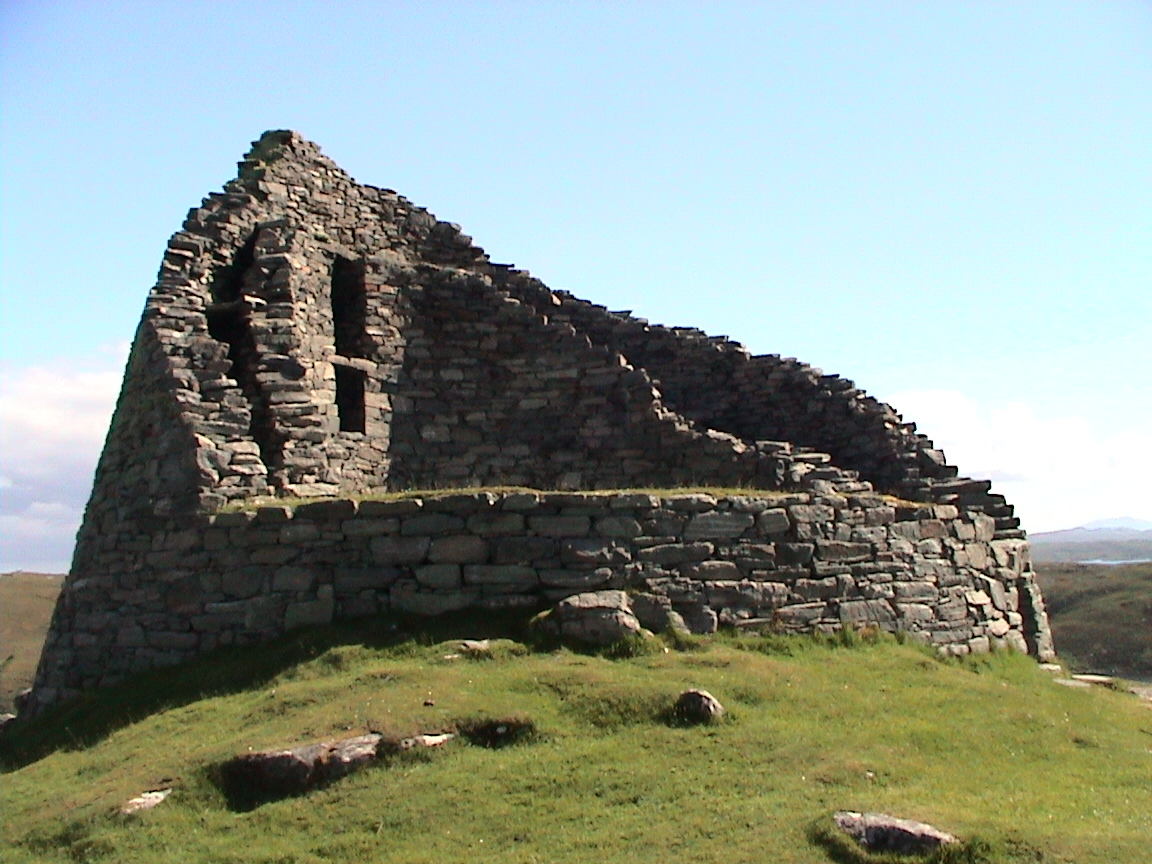
Ruinas del broch de Dun Carloway, en las islas Hébridas, de la Edad del Hierro. Se conserva gran parte de la estructura de doble muro original así como las marcas indicadoras de las distintas plantas y, en contra de lo que parece, se sabe que no era una construcción militar o defensiva.

La prehistoria en Escocia comienza con la ocupación del actual territorio por el Homo sapiens. Las actuales fronteras incluyen parte de la isla de Gran Bretaña y archipiélagos en el océano Atlántico y en el mar del Norte, lo que hace que existan grandes variaciones en la ocupación, culturas, cronologías, etc. El período antes de la ocupación por el género Homo es estudio de la geología. La prehistoria de esta zona termina con la llegada de los romanos al sur, en el siglo I, y el inicio de los registros escritos.
Aún no se han encontrado pruebas de presencia humana, bien de neanderthal o de Homo sapiens, durante los interglaciares del Pleistoceno, excepto las herramientas de Biggar en sílex, de 12 000 años de antigüedad. Las primeras señales claras de seres humanos en esta área del Reino Unido se producen solo después de que el hielo se retiró en el XI milenio antes de Cristo. Desde entonces, el paisaje de Escocia se ha alterado severamente por la mano del hombre y las fuerzas naturales. En un principio, los niveles del mar eran más bajos que en la actualidad debido a la gran cantidad de hielo que quedaba acumulado en tierra. Esto significaba que el archipiélago de las Orcadas y muchas de las islas Hébridas Interiores estaban unidas a la isla actual de Gran Bretaña y esta, a su vez, con la Europa continental. Gran parte del actual Mar del Norte también fue tierra firme hasta después de 4000 a. C. El banco Dogger, por ejemplo, fue parte de una gran península unida al continente europeo, conocida como Doggerland. Esto habría hecho que viajar hasta el oeste y el norte del país fuese relativamente fácil para los colonos humanos tempranos. La posterior subida isostática de la tierra provocó que ahora se encuentren numerosas playas levantadas alrededor de la actual Escocia y que la estimación de las líneas de costa post-glaciales sea una tarea compleja.
Muchos de los sitios arqueológico que se mencionan en este artículo se encuentran en las Tierras Altas y las islas. Esto puede ser debido a que las poblaciones modernas en esas regiones son relativamente escasas y por consiguiente ha habido poca perturbación del entorno. Gran parte de la zona también tiene una gruesa capa de turba que conserva fragmentos de piedra, aunque las correspondientes condiciones ácidas tienden a disolver los materiales orgánicos. Hay también numerosos restos importantes en el archipiélago de las Orcadas, donde la arena y las tierras de cultivo predominan. La tradición local apunta, a la vez, a un temor y veneración por estas antiguas estructuras que puede haber contribuido a preservar su integridad.
Diferenciar los distintos períodos de la historia humana que se trata es una tarea compleja. El Paleolítico duró hasta la retirada de los hielos, el Mesolítico hasta la adopción de la agricultura y el Neolítico hasta que la metalurgia comenzó. Estos eventos pueden haber comenzado en diferentes momentos en diferentes partes del país. Algunos de los sitios abarcan largos períodos de tiempo y, en particular, las diferencias entre el Neolítico y los períodos posteriores no son claras.

## Paleolítico
Escocia seguía bajo un glaciar cuando las pinturas rupestres de los bisontes de Altamira se crearon en España, c. 14 000 a. C.. Los seres humanos comenzaron a poblar Escocia durante el actual interglacial Flandrian, pero el asentamiento comenzó mucho más tarde que en el sur de Europa debido a las condiciones climáticas adversas del norte. Hasta ahora, un solo sitio ha producido la única prueba concreta de la habitación humana del Paleolítico Superior en Escocia, Biggar (Howburn Farm, cerca de Elsrickle), donde se encontraron artefactos de sílex en 2005, pero no se dataron hasta 2009. Podrían pertenecer a partidas de caza de hace unos 12 000 años.

## Mesolítico
El muy limitado registro arqueológico proporciona pocos indicios de que la cultura en Escocia se encontrara con sociedades en vías de desarrollo en el sur durante este período de mejora de las condiciones climáticas. Algunos hallazgos, sin embargo, indican la presencia de relativamente grandes y bien organizadas sociedades de cazadores-recolectores. No hay enterramientos mesolíticos descubiertos en Escocia hasta la fecha.

## Neolítico
Los descubrimientos del Neolítico en Escocia representan un cambio radical respecto de las sociedades de cazadores-recolectores anteriores. Durante este período las sociedades complejas evolucionan y son capaces de crear estructuras sustanciales. El desarrollo no es, de ninguna manera, lineal y los avances arquitectónicos son a menudo seguidos por períodos de estancamiento e incluso retroceso. El sitio Balbridie, por ejemplo, solo es igualado por otros dos hasta ahora descubiertos en Escocia, en Kelso y en el valle del río Forth, y ambos son muy diferentes de nada encontrado antes y las estructuras monumentales de piedra encontradas más tarde. No hay edificios de madera de un tamaño similar hasta época de las invasiones sajonas, unos cuatro mil años después. Los grandes monumentos neolíticos de las Orcadas se construyeron simultáneamente al surgimiento de la cultura egipcia antigua, más de 500 años antes de la construcción de la Gran Pirámide de Giza y casi un milenio antes de que la piedras sarsen de Stonehenge fueran erigidas.

## Edades del Bronce y del Hierro
Desde el comienzo de la Edad del Bronce hasta aproximadamente el año 2000 a. C. el registro arqueológico muestra una disminución en el número de nuevos grandes edificios de piedra construidos. Los análisis de polen indican que en este momento los bosques aumentaron a expensas de la superficie cultivada. En las islas Orcadas los entierros ahora se hacían en pequeñas cistas lejos de los grandes sitios megalíticos y la nueva cultura del vaso campaniforme comienza a dominar. La metalurgia, tanto del bronce como del hierro, se introdujo lentamente en Escocia desde Europa durante un largo período (al contrario que la cultura monumental neolítica que se extendió hacia el sur desde el norte de Escocia a Inglaterra). A medida que la Edad del Bronce se desarrollaba, la población de esta región creció hasta, tal vez, los 300 000 individuos en el segundo milenio antes de Cristo. Había, evidentemente, diferencias significativas entre los estilos de vida de los distintos pueblos de la Edad del Bronce que habitaban el país. Por ejemplo, lo encontrado en Traprain Law (cerca de la actual Edimburgo) sugiere que hubo sacerdotes pudieron haber supervisado ceremonias como la que oficiaban sus homólogos coetáneos en la Europa continental. Por otro lado, aunque las momificaciones encontradas en Cladh Hallan, en las islas occidentales, invitan a comparaciones con Egipto, el estilo de vida simple de los habitantes de este asentamiento contrasta con el de los contemporáneos de Tutankamón, mucho más sofisticado.
Durante el I milenio a. C. surge, de la predecesora Edad del Bronce, la Edad del Hierro y se hace legítimo hablar de una cultura celta en Escocia, aunque las naturalezas de la residente civilización picta y sus predecesoras inmediatas se mantienen enigmáticas. El tesoro de Stirling fue encontrado por un buscador, con un detector de metales, en septiembre de 2009. Se ha descrito como el descubrimiento más importante de la metalurgia de la Edad del Hierro en esta área del Reino Unido e incluso de importancia internacional considerable.